# Salvation (àlbum de Bill Hicks)
Salvation és un doble àlbum en directe a títol pòstum del comediant i satíric Bill Hicks el 2005, publicat per Rykodisc. L'àlbum va ser gravat a l'Oxford Playhouse. És una versió ampliada del disc Shock and Awe.

## Llista de cançons
Primer disc
1. "Intro"
2. "Ding Dong"
3. "Puppet People"
4. "Kennedy & The Warren Commission"
5. "Smoking"
6. "Polls"
7. "Dick Jokes"
8. "News/Movies/Religion"

Segon disc
1. "Religion/Drugs"
2. "Film"
3. "Kids"
4. "Fries"
5. "Backed Up"
6. "Sleep & The Message"